# Papež Evtihijan
Sveti Evtihijan, papež (in  mučenec glej: Ocena) ,  Rimskokatoliške cerkve, * okoli 200 n. št. Luni, (Toskana, Italija, Rimsko cesarstvo); † 7. december 283, Rim (Italija, Rimsko cesarstvo). V Rimskokatoliški cerkvi god 7. december. 

## Življenjepis
Evtihijan je bil papež, za katerega "Annuario Pontificio" (2003) pravi, da je vodil Cerkev od 4. januarja 275 do 7. decembra 283. Njegov izvirni epitaf je najden na njegovem grobu v Kalistovih katakombah: ΕΥΤΥΗΙΑΝΟΣ ΕΠΙς (Eutyhianos epis/kopos/ = Evtihijan škof). 
On je lastnoročno pokopal 324 mučencev. 
V njegovem času se je Cerkev lahko nemoteno širila in utrjevala. Vedno več poganov je vstopalo med kristjane in zato so za časna njegovega vladanja gradili nove cerkve, stare pa večali in širili. O tem razcvetu pričajo tudi tedanje povečave in olepšave katakomb.

### Določbe
- Papež Evtihijan se je že od izvolitve naprej trudil za poenotenje svete maše.
- Izročilo pravi, da je uvedel blagoslov grozdja, fižola in žita na oltarju.
- Obenem je določil, da naj mučence pokopljejo v šklatni dalmatiki, ki je bila podobna cesarjevemu oblačilu. Iz tega se je pozneje razvilo oblačilo za diakona.
- Zahteval je tudi, naj ga obvestijo o pokopu slehernega mučenca.[3]
- Prepovedal je sklepanje zakona med kristjani in pogani.
- Prepovedal je pijancem obhajilo vse dotlej, dokler se ne bi popravili. Baronij (Baronius) pravi, da je vse to določil zaradi nasprotovanja krivoverskemu manihejskemu učenju. [4]

## Smrt in češčenje
Njegov god je 7. decembra. Papež Evtihijan je pokopan v Kalistovih katakombah v Rimu. 
Njegov izvirni epitaf je najden na njegovem grobu v Kalistovih katakombah, z napisom v grščini. 

### Ocena
- Nekateri zgodovinarji dvomijo, da je on uvedel blagoslov grozdja in fižola, češ da je to iz poznejšega časa.
- Dvomijo tudi, da je on sam pokopal lastnoročno 324 mučencev.
- Nekateri imajo pomisleke o tem, da je umrl mučeniške smrti. Po smrti cesarja Avrelijana leta 275 namreč ni zabeleženo preganjanje kristjanov.
- Negotov je tudi čas njegovega vladanja. Liber Pontificalis mu pripisuje 8 let in 11 mesecev, torej od 275 do 283. Zgodovinar Evzebij pa po drugi strani pravi, da je njegovo vladanje bilo dolgo le 10 mesecev.
- Njegov god nekateri viri dajejo na 7., drugi na 8. december;  tudi smrtni dan je pri enih 7., pri drugih pa 8. december. Najbolj nenavadno pa je dejstvo, da precej virov, ki navaja njegov smrtni dan 7. decembra, omenja god na 8. decembra.